# Lia Hanus

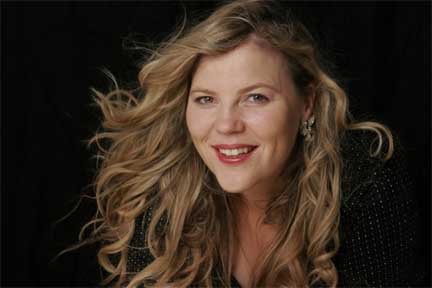
Lia Hanus, lyrisch-dramatischer Sopran (2008)

Lia Hanus ist eine deutsche Sängerin im Stimmfach lyrischer Sopran und Dozentin an der Johannes-Gutenberg-Universität Mainz.

## Ausbildung
Lia Hanus stammt aus Meiningen und studierte, nachdem sie als Schülerin mit mehreren Preisen bei nationalen Gesangswettbewerben ausgezeichnet wurde, an der Hochschule für Musik und Theater „Felix Mendelssohn Bartholdy“ Leipzig bei den Musikpädagoginnen Kern-Pöschl und Maria Venuti. Nach dem künstlerischen Diplom wechselte sie für ein Aufbaustudium an die Hochschule für Musik und Darstellende Kunst Stuttgart, um unter anderem bei Konrad Richter zu studieren. Sie besuchte Meisterkurse bei Eva Randová und Hilde Zadek und wurde mit dem Stipendium der Bayreuther Festspiele ausgezeichnet. Derzeit (Stand 2011) arbeitet sie mit den weltweit angesehenen Kammersängerinnen Deborah Polaski und Hilde Zadek.

## Karriere
Die junge Sopranistin konnte bei zahlreichen Konzerten im In- und Ausland auf sich aufmerksam machen und wurde von der Staatsoper Stuttgart für die Produktion Der Jasager/Der Neinsager von Kurt Weill verpflichtet. Ihr Repertoire umfasst Kantaten, Messen, Oratorien und Opernpartien im lyrisch-dramatischen Sopranfach, aber auch Liederabende.
Sie gastierte in der Berliner Philharmonie, am Prinzregententheater und im Herkulessaal in München, in der Frankfurter Jahrhunderthalle, in der Glocke in Bremen, sowie in Konzertsälen und Opernhäusern in Spanien, Frankreich, Polen, Israel und in Österreich und war an mehreren CD-Einspielungen beteiligt.

## Wissenschaft
Seit 1998 ist Lia Hanus als Dozentin an der Johannes Gutenberg-Universität in Mainz tätig. 2002 führte sie eine Gastprofessur auf Einladung der Mahidol University in Salaya/Bangkok nach Thailand.

## Repertoire
- Dvorak: Rusalka, Rusalka
- Mozart: Don Giovanni, Donna Elvira
- Mozart: La clemenza di Tito, Vitellia
- Mozart: Die Zauberflöte, Erste Dame
- Mozart: Cosi fan tutte, Fiordiligi
- Puccini: Turandot, Liu
- Smetana: Die verkaufte Braut, Marie
- Verdi: La forza del destino, Leonora
- Wagner: Tannhäuser, Elisabeth
- Wagner: Der Fliegende Holländer, Senta
- Wagner: Tristan, Brangäne
- Wagner: Lohengrin, Elsa
- Weber: Der Freischütz, Agathe

## Konzertrepertoire
- Bach: Weihnachtsoratorium, Kantaten, Markus-Passion
- Bernstein: Symphonie Nr. 1
- Beethoven: Symphonie Nr. 9
- Brahms: Ein deutsches Requiem
- Bruckner: Messe in d-moll
- Haydn: Die Schöpfung
- Händel: Messias
- Mendelssohn: Symphonie Nr. 2, Vom Himmel hoch, Psalm 42 „Wie der Hirsch schreit“, Hör mein Bitten
- Mozart: Requiem, Messen
- Verdi: Requiem
- Wagner: Wesendonck-Lieder